# Międzynarodowy Konkurs Muzyczny im. Królowej Elżbiety Belgijskiej
Konkurs Muzyczny Królowej Elżbiety Belgijskiej – jeden z najbardziej prestiżowych i najstarszych konkursów muzycznych. 
Jego pierwsza edycja odbyła się w 1937. Na początku konkurs ten nosił imię Eugène’a Ysaÿe’a, a od 1951 jego patronką jest królowa Elżbieta Belgijska. Obejmuje on pięć kategorii: skrzypce (od 1937), fortepian (od 1938), kompozycję (od 1951), śpiew (od 1988) oraz wiolonczelę (od 2017). Odbywa się w Brukseli. W 1957 roku został członkiem założycielem Światowej Federacji Międzynarodowych Konkursów Muzycznych. 
Wśród polskich laureatów konkursu znaleźli się m.in.: Michał Spisak (kompozycja, I nagroda: 1953 i 1957), Andrzej Czajkowski (fortepian, III nagroda 1956), Aga Wińska (śpiew, I nagroda 1988), Iwona Sobotka (śpiew, I nagroda 2004), Bernadetta Grabias (śpiew, III nagroda 2008), Mateusz Borowiak (fortepian, III nagroda 2013).